# Bom Jesus do Congonhas-zarándoktemplom
A Bom Jesus do Congonhas-zarándoktemplomot, teljes nevén a Santuário de Bom Jesus de Matosinhos-templomot Brazíliában, Minais Gerais államban, Congonhas do Campóban építették a 18. század második felében. A templom a csodálatos, olasz ihletésű rokokó belső terével, a Kálváriával és a prófétákat ábrázoló szoborcsoporttal (amelyeknek alkotója a barokk szobrászat egyik legnagyobb mestere, Aleijadinho), ma a világörökség része.

## Története
Az 50 000 lakosú város története szorosan összefonódik a Maranhão folyóban talált arannyal. Az egyik aranyásó, Feliciano Mendes súlyos betegen fogadalmat tett, ha felgyógyul, templomot emeltet a vagyonából, a maradékot pedig szétosztja a szegények között. Felgyógyulása után egy súlyos keresztet vitt fel a Maranhâo-hegyre, és köré szentélyt építtetett, amelyhez 1757 és 1765 között a templomot hozzáépítették. A város az aranyláz lecsengése után a 19. század elején újra felvirágzott, amikor vasércet találtak a közelében. Ma első számú bevételi forrása az idegenforgalom és a búcsújárások. A templomot XII. Piusz pápa bazilika rangjára emelte.

## A világörökségi részek

### Kálvária
A templomhoz a hegy tetejére vezető út két oldalán áll az a hat kápolna, amelynek egy-egy fából faragott, festett szoborcsoportja megjeleníti Jézus életének utolsó állomásait. Ezek a következők: Utolsó vacsora, Krisztus az Olajfák hegyén, Krisztus elfogatása, Krisztus ostorozása és Töviskoszorúzás, Keresztvitel, Keresztre feszítés. Aleijadinho életének fő művei a prófétaszobrokkal együtt ezek a szoborcsoportok, amelyeket 1796 és 1799 között készített tanítványai segítségével. A szobrok legnagyobb részét, elsősorban a főszereplőket ő faragta, segédei pedig a mellékszereplőket. A Krisztus az Olajfák hegyén kompozíciója teljes egészében az ő munkája, sok művészettörténész szerint a legszebb alkotása. Számos szobor furcsa lábtartására is felfigyeltek a kutatók. Ezt azzal magyarázzák, hogy a súlyos leprában szenvedő művész – hogy dolgozni tudjon, szíjakkal a karjára erősíttette a szerszámait – saját testi torzulásait örökítette meg művében. A cédrusfaszobrok festése kissé újabb keletű.

### A próféták szobrai

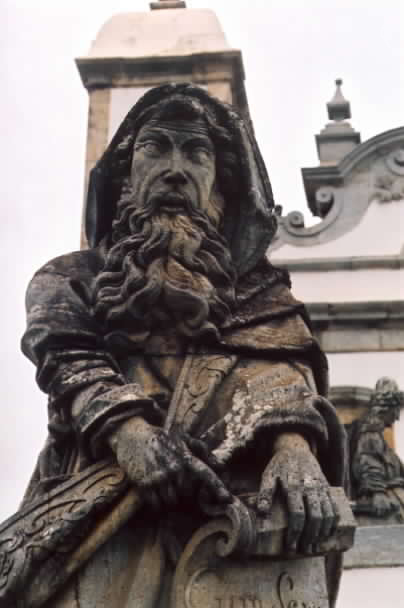
Ésaiás próféta

Az ószövetségi prófétákat ábrázoló életnagyságú 12 szobor szintén Aleijadinho alkotása, többre értékelik őket, mint a Kálvária szobrait. A kutatók szerint az idős mester legérettebb művei, világviszonylatban is jelentős barokk alkotások. A templom előterén három szinten állnak, elhelyezésük tengelyesen szimmetrikus, sőt a szoborpárok testtartása is szimmetrikus. Anyaguk az időjárásnak kevéssé ellenálló szappankő, ezért nagy gondot okoz megóvásuk.
Aleijadinho 1800 és 1805 között faragta szobrait. A szobrok ihletői valószínűleg régi misekönyvek metszetei lehettek. Arcuk keleties, ruházatuk különleges. Latin nyelvű ótestamentumi idézeteket tartalmazó tekercset tartanak kezükben. Fejük aránytalanul nagy testükhöz képest, de ezt feledtetik rendkívül kifejező arcvonásaik. Mindegyik próféta külön egyéniséget kapott a művész vésője által.

### Bazilika
A templom építőmesterei Thomas de Maia Brito és Antônio Gomes voltak, a bejáratot állítólag maga Aleijadinho tervezte, a négy ereklyetartó bizonyosan tőle származik. Az épület belső díszítései barokk és rokokó stílusúak, a kor legnevesebb brazil művészeinek alkotásai. A oltár alján látható a templom névadója, a Portugáliából származó Halott Krisztus szobra (Bom Jesus de Matosinhos), amelyhez minden évben szeptember 8. és 14. között hívők százezrei zarándokolnak. A szentély mögötti Csodák Termében helyezik el a hívők fogadalmi ajándékait, vannak közöttük 200-300 éves tárgyak is. A jobb oldali folyosón még ma is látható Feliciano Mendes keresztje.